# Albertine de Montenuovo
Albertine Marie de Montenuovo (né à Parme le 1er mai 1817, morte à Fontanellato le 26 décembre 1867) est la première fille de l'archiduchesse Marie-Louise d'Autriche, duchesse de Parme, Plaisance et Guastalla et de son amant, puis son mari morganatique, Adam Albert de Neipperg. Elle épouse Luigi Sanvitale, comte de Fontanellato.

## Biographie
Albertine est la fille de Marie Louise d'Autriche, fille de l'Empereur romain-germanique François Ier d'Autriche et la seconde épouse de Napoléon. Alors que ce dernier est exilé à l'île d'Elbe, celle-ci rencontre Adam Albert de Neipperg, un homme de confiance par son père, qui l'escorte lors d'une visite à Aix-les-Bains. L'ex-impératrice française, qui jusque-là s'est montrée fidèle à son mari, s'amourache du comte autrichien. Après la défaite définitive de Napoléon et son exil à  Sainte-Hélène, Marie-Louise prend possession du duché italien de Parme, Plaisance et Guastalla et elle est suivie de  Neipperg comme Premier ministre. Albertine nait environ un an après l'entrée officielle de la duchesse à Parme.
Comme Marie-Louise est encore mariée à  Napoléon, Albertine ne peut être reconnue comme un enfant légitime. Par conséquent, elle reçoit le titre de comtesse de Montenuovo (italianisation de Neuberg, depuis Neipperg). L'enfant passe son enfance dans la maison d'un médecin de Parme, Giuseppe Rossi, qui l'instruit également. Marie-Louise et Neipperg vont la voir en cachette, cette situation fait souffrir la duchesse d'autant plus que de cette enfant illégitime est connue de tout Parme. Lorsque le 8 août 1819 Marie-Louise donne naissance à un fils,  Guglielmo, l'enfant va vivre avec sa sœur chez docteur Rossi. Trois mois après la mort de Napoléon, décédé à Sainte-Hélène le 5 mai 1821, Marie-Louise peut légaliser sa relation avec Neipperg, qu'elle épouse le 8 août 1821 par un mariage morganatique secret, parce que le rang du mari est inférieur au sien. Les enfants de Marie-Louise vont vivre dans une annexe du Palais Ducal et ils sont éduqués par une gouvernante et un instituteur.

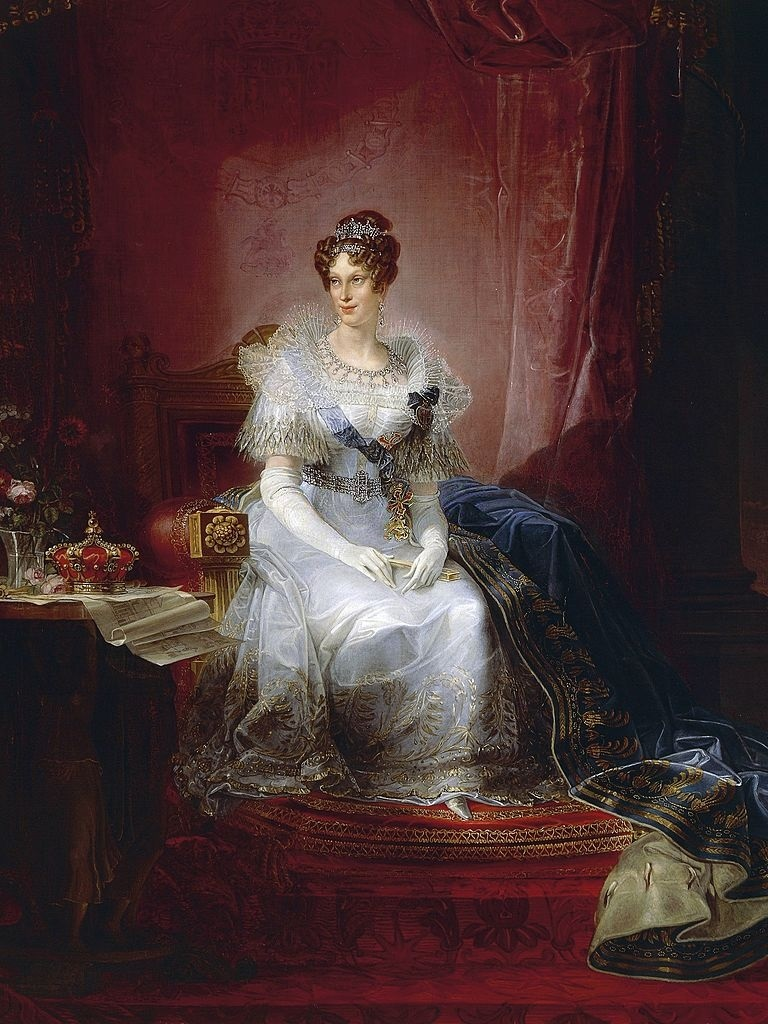
Marie-Louise, duchesse de Parme par Giovan Battista Borghesi 1839

L'existence de Guglielmo et Albertine est connue à Vienne, mais personne n'ose en parler. Après la mort du comte Neipperg, le 22 février 1829, son testament évoque en termes clairs l'existence de deux enfants qu'il avait eus avec la duchesse, ainsi que le mariage morganatique. Marie Louise rédige alors une confession écrite dans laquelle elle confirme la naissance de deux enfants, confession qui est placée dans les actes des archives secrètes de l'État. Toutefois, il ne lui est pas permis d'adopter Albertine et Guglielmo comme elle le souhaite et comme Neipperg l'avait également souhaité dans son testament.
Le 28 octobre 1833, à seize ans, Albertine épouse Luigi Sanvitale, comte de Fontanellato, un membre de l'une des plus anciennes familles nobles de Parme. Le mariage provoque quelques critiques, à la fois parce que le comte est âgé de 34 ans et parce qu'il a été un amant [réf. nécessaire] de Marie-Louise après la mort de Neipperg. Cependant, les époux Sanvitale s'entendent, ils ont quatre enfants, deux filles mortes prématurément et deux garçons, Alberto et Stefano, qui sont très aimés par leur grand-mère, la duchesse.
Albertine a toujours gardé des rapports étroits avec sa mère et elle est à son chevet quand elle meurt le 17 décembre 1847. Comme elle et son frère sont considérés comme des enfants illégitimes, ils ne peuvent prétendre aux biens de leur mère, mais la duchesse a veillé à ce que chacun obtienne 300 000 florins. Charles II de Parme succède à Marie-Louise et quand il est temporairement chassé en raison des émeutes de 1848, Luigi Sanvitale est nommé président du gouvernement provisoire de Parme. Au retour de Charles II, Sanvitale s'exile et Albertine, à qui on confisque nombre de biens, se retire avec ses enfants dans le château de Fontanellato. En 1860, Sanvitale est nommé sénateur du royaume d'Italie ; Albertine meurt sept ans plus tard. Elle est enterrée dans l'abbaye de Saint-Jean l'Évangéliste à Parme.
De nombreux objets personnels d'Albertine sont exposés au musée Glauco Lombardi, dédié à Marie-Louise.

## Descendance
- Alberto Sanvitale (Parme, 28 août 1834 - ivi, 25 septembre 1907), marié à Laura Malvezzi De' Medici avec qui il a trois enfants[1],
- Maria Sanvitale (6 septembre 1836 - 13 avril 1842)
- Stefano Sanvitale (Parme, 14 août 1838 - ivi, 2 janvier 1914).

## Note
- (it) Cet article est partiellement ou en totalité issu de l’article de Wikipédia en italien intitulé « Albertina di Montenuovo » (voir la liste des auteurs).

1. ↑  La famille Sanvitale s'éteint avec la mort du comte Giovanni (1872 - 1951), unique fils d’Alberto (1834 - 1907).